# Hitman (serie)

Logo del franchise utilizzato dal 2016; utilizzato principalmente nella trilogia di World of Assassination

Hitman è una serie  di videogiochi action di tipo stealth in terza persona sviluppati da IO Interactive e pubblicati da Eidos Interactive e Square Enix a partire dal 2000.
Hitman è considerata da molti critici e giocatori come una delle migliori serie stealth di tutti i tempi; in totale ha venduto oltre trenta milioni di copie in tutto il mondo.
Dalla serie sono stati tratti anche due film: Hitman - L'assassino, uscito nel 2007 e Hitman: Agent 47, uscito nel 2015.

## Caratteristiche
Tutti i giochi della serie Hitman appartengono al genere stealth, e permettono di completare i livelli in diversi modi. Si può scegliere un approccio furtivo utilizzando armi silenziate, corde per strangolare, coltelli, veleni, cercando così di fare il minor rumore possibile, oppure si può scegliere un approccio brutale, uccidendo ogni nemico che si presenti con qualsiasi arma a disposizione. Per ottenere punteggi migliori (o, come nel caso di Hitman: Blood Money, una maggior ricompensa), è preferibile completare i livelli con minor traccia possibile, ovvero senza farsi mai scoprire in alcun modo e senza uccidere personaggi oltre i bersagli.
In ogni livello, inoltre, si presentano varie strade per arrivare all'obiettivo, ma sta al giocatore scegliere la strada che ritiene più opportuna. Importante è la possibilità di travestirsi; in questo modo si potrà accedere ad aree riservate destando pochi sospetti. Il personaggio è abbastanza manovrabile, compiendo i salti solo avvicinandosi ai muri o a qualunque cosa su cui possa arrampicarsi; per il resto compie movimenti che permettono ottimamente di svolgere il ruolo di "assassino". Nel quarto capitolo della serie, Hitman: Blood Money, sono stati implementati nuovi movimenti, riguardanti soprattutto l'interazione con il paesaggio. Per esempio si possono scavalcare balconi, si possono scalare impalcature, ci si può arrampicare su di un ascensore e strangolare chi lo sta usando, e altro ancora.
Da Hitman 2: Silent Assassin in poi è stata aggiunta la funzionalità Alarm Meter. Essa serve a indicare il livello di sospetto che hanno guardie o persone sul protagonista. In Hitman: Blood Money è stato inserito un sistema di pagamento in denaro con la possibilità di comprare armi e informazioni, oltre a un sistema di notorietà che varia secondo il modo in cui sono portate a termine le missioni, dove è conveniente mantenere un basso profilo. A differenza di tanti giochi di questa categoria, Agente 47 non perde subito la vita quando è colpito, ma viene soltanto ferito.

## Videogiochi

### Capitoli principali
| Titoli                    | Date                                               | Piattaforme                    |
| ------------------------- | -------------------------------------------------- | ------------------------------ |
| Hitman: Codename 47       | 19 novembre 2000 1º dicembre 2000 23 febbraio 2001 | Windows                        |
| Hitman 2: Silent Assassin | 1º ottobre 2002 4 ottobre 2002 3 luglio 2003       | PlayStation 2 Xbox Windows     |
| Hitman: Contracts         | 20 aprile 2004 30 aprile 2004 14 ottobre 2004      | PlayStation 2 Xbox Windows     |
| Hitman: Blood Money       | 26 maggio 2006 30 maggio 2006 30 agosto 2007       | PlayStation 2 Xbox Windows     |
| Hitman: Absolution        | 20 novembre 2012 24 gennaio 2013                   | PlayStation 3 Xbox 360 Windows |

| Titoli   | Date             | Piattaforme                           |
| -------- | ---------------- | ------------------------------------- |
| Hitman   | 11 marzo 2016    | PlayStation 4 Xbox One Windows        |
| Hitman 2 | 13 novembre 2018 | PlayStation 4 Xbox One Windows        |
| Hitman 3 | 20 gennaio 2021  | PlayStation 5 Xbox Series X/S Windows |

### Spin-off
| Titoli                   | Date           | Piattaforme                          |
| ------------------------ | -------------- | ------------------------------------ |
| Hitman: Sniper Challenge | 15 maggio 2012 | PlayStation 3 Xbox 360 Windows       |
| Hitman: Go               | 17 aprile 2014 | Android iOS PlayStation Vita Windows |
| Hitman: Sniper           | 4 giugno 2015  | Android iOS Windows                  |

## Missioni

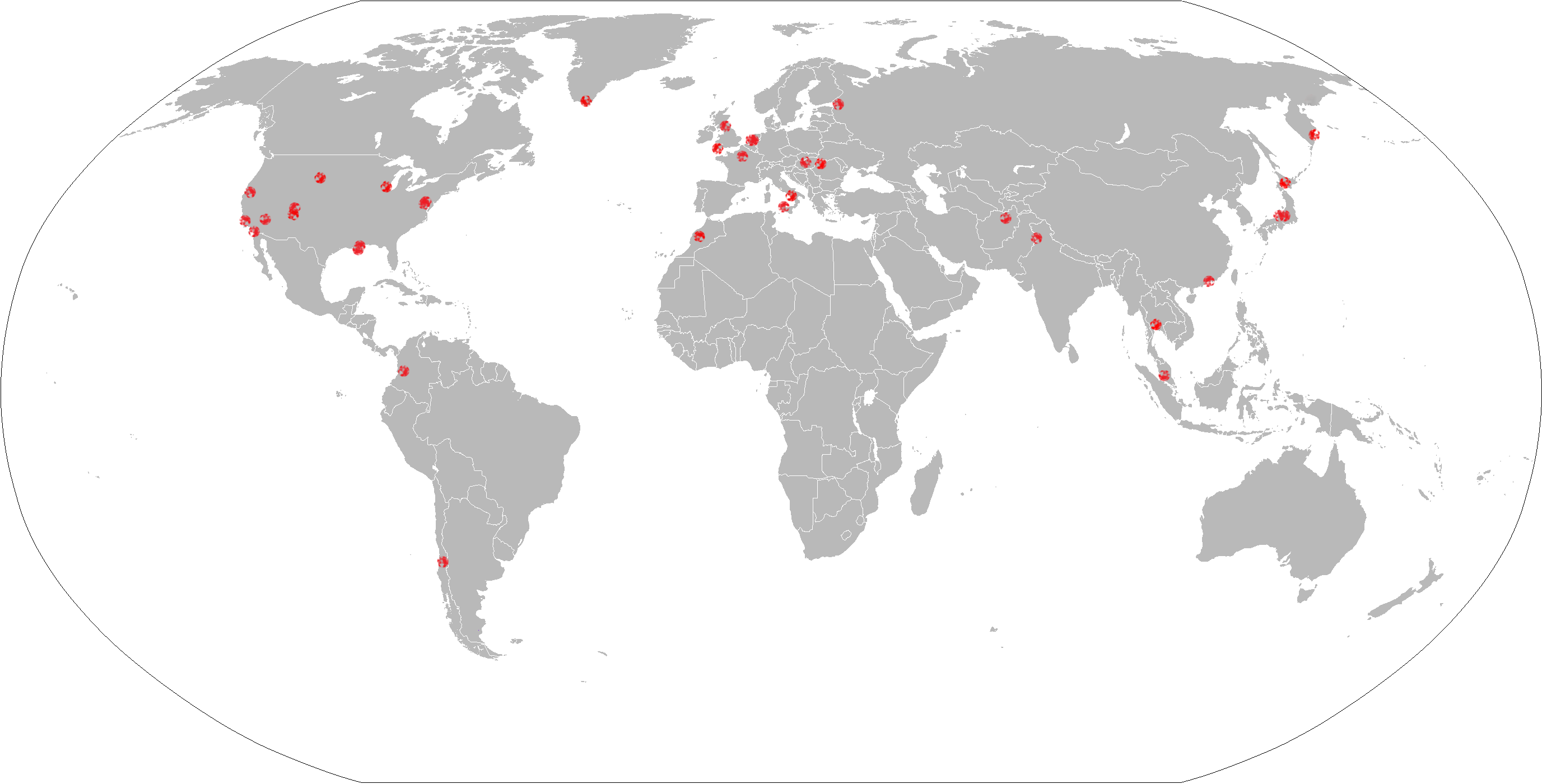
I luoghi nei quali sono ambientate le missioni nei vari videogiochi della serie

Questo è un elenco, in ordine cronologico, di tutte le missioni concluse dall'Agente 47 nei vari videogiochi della serie.
| Missione                             | Videogioco              | Nazione       |
| ------------------------------------ | ----------------------- | ------------- |
| Addestramento                        | Hitman: Codename 47     | Romania       |
| Addestramento guidato                | Hitman                  | Groenlandia   |
| Addestramento libero                 | Hitman                  | Groenlandia   |
| Il party del re della carne          | Hitman: Contracts       | Romania       |
| Le Triadi di Kowloon in guerra       | Hitman: Codename 47     | Hong Kong     |
| Imboscata al ristorante Wang Fou     | Hitman: Codename 47     | Hong Kong     |
| Il massacro al ristorante Cheng Chau | Hitman: Codename 47     | Hong Kong     |
| L'Assassinio di Lee Hong             | Hitman: Codename 47     | Hong Kong     |
| Alla ricerca della tribù U'wa        | Hitman: Codename 47     | Colombia      |
| Il dio della giungla                 | Hitman: Codename 47     | Colombia      |
| Saluta il mio amichetto              | Hitman: Codename 47     | Colombia      |
| La bomba di Bjarkhov                 | Hitman: Contracts       | Russia        |
| La tradizione del mestiere           | Hitman: Codename 47     | Ungheria      |
| La famiglia Beldingford              | Hitman: Contracts       | Inghilterra   |
| Appuntamento a Rotterdam             | Hitman: Contracts       | Paesi Bassi   |
| Il paradiso del trafficante d'armi   | Hitman: Codename 47     | Paesi Bassi   |
| Plutonio disperso                    | Hitman: Codename 47     | Paesi Bassi   |
| La copertura                         | Hitman: Codename 47     | Romania       |
| Ti presento tuo fratello             | Hitman: Codename 47     | Romania       |
| Resa dei conti al manicomio          | Hitman: Contracts       | Romania       |
| Il Santuario di Gontranno            | Hitman: Silent Assassin | Italia        |
| Anatema                              | Hitman: Silent Assassin | Italia        |
| Attentato a San Pietroburgo          | Hitman: Silent Assassin | Russia        |
| Incontro al parco Kirov              | Hitman: Silent Assassin | Russia        |
| Fuga in metrò                        | Hitman: Silent Assassin | Russia        |
| Invito a festa                       | Hitman: Silent Assassin | Russia        |
| All'inseguimento di Yamamoto         | Hitman: Silent Assassin | Giappone      |
| La valle nascosta                    | Hitman: Silent Assassin | Giappone      |
| Al cancello                          | Hitman: Silent Assassin | Giappone      |
| Scacco allo Shogun                   | Hitman: Silent Assassin | Giappone      |
| Assassinio nel sotterraneo           | Hitman: Silent Assassin | Malaysia      |
| Turno di notte                       | Hitman: Silent Assassin | Malaysia      |
| Assassinio nella vasca               | Hitman: Silent Assassin | Malaysia      |
| Assassinio al bazar                  | Hitman: Silent Assassin | Afghanistan   |
| Attacco al corteo                    | Hitman: Silent Assassin | Afghanistan   |
| La galleria                          | Hitman: Silent Assassin | Afghanistan   |
| Agguato al tempio                    | Hitman: Silent Assassin | India         |
| La morte di Hannelore                | Hitman: Silent Assassin | India         |
| Ospitalità terminale                 | Hitman: Silent Assassin | India         |
| San Pietroburgo rivisitata           | Hitman: Silent Assassin | Russia        |
| Redenzione a Gontranno               | Hitman: Silent Assassin | Italia        |
| Morte di un impresario               | Hitman: Blood Money     | Stati Uniti   |
| L'annata buona                       | Hitman: Blood Money     | Cile          |
| Giù il sipario!                      | Hitman: Blood Money     | Francia       |
| Cacciatore e preda                   | Hitman: Contracts       | Francia       |
| Riabilitato                          | Hitman: Blood Money     | Stati Uniti   |
| Una nuova vita                       | Hitman: Blood Money     | Stati Uniti   |
| A caccia di corvi                    | Hitman: Blood Money     | Stati Uniti   |
| Buon Natale!                         | Hitman: Blood Money     | Stati Uniti   |
| Morte sul Mississippi                | Hitman: Blood Money     | Stati Uniti   |
| Nozze nere                           | Hitman: Blood Money     | Stati Uniti   |
| I dadi sono tratti                   | Hitman: Blood Money     | Stati Uniti   |
| L'angelo infernale                   | Hitman: Blood Money     | Stati Uniti   |
| XLVII emendamento                    | Hitman: Blood Money     | Stati Uniti   |
| Requiem                              | Hitman: Blood Money     | Stati Uniti   |
| Una faccenda privata                 | Hitman: Absolution      | Stati Uniti   |
| Il Re di Chinatown                   | Hitman: Absolution      | Stati Uniti   |
| Terminus                             | Hitman: Absolution      | Stati Uniti   |
| Fuga per la vita                     | Hitman: Absolution      | Stati Uniti   |
| Cacciatore e preda                   | Hitman: Absolution      | Stati Uniti   |
| Rosewood                             | Hitman: Absolution      | Stati Uniti   |
| Benvenuti a Hope                     | Hitman: Absolution      | Stati Uniti   |
| Il regalo di Birdie                  | Hitman: Absolution      | Stati Uniti   |
| Una rasatura per Lenny               | Hitman: Absolution      | Stati Uniti   |
| Fine della strada                    | Hitman: Absolution      | Stati Uniti   |
| Dexter Industries                    | Hitman: Absolution      | Stati Uniti   |
| Fabbrica della morte                 | Hitman: Absolution      | Stati Uniti   |
| Incontro illegale                    | Hitman: Absolution      | Stati Uniti   |
| L'attacco delle Saints               | Hitman: Absolution      | Stati Uniti   |
| La legge di Skurky                   | Hitman: Absolution      | Stati Uniti   |
| Operazione Martello                  | Hitman: Absolution      | Stati Uniti   |
| Unico nel suo genere                 | Hitman: Absolution      | Stati Uniti   |
| Blackwater Park                      | Hitman: Absolution      | Stati Uniti   |
| Conto alla rovescia                  | Hitman: Absolution      | Stati Uniti   |
| Assoluzione                          | Hitman: Absolution      | Inghilterra   |
| The Icon                             | Hitman                  | Italia        |
| Effetto valanga                      | Hitman                  | Italia        |
| Fragili fondamenta                   | Hitman                  | Marocco       |
| Il guastafeste                       | Hitman                  | Francia       |
| Il mondo di domani                   | Hitman                  | Italia        |
| Una prigione dorata                  | Hitman                  | Marocco       |
| Club 27                              | Hitman                  | Thailandia    |
| Paladini della libertà               | Hitman                  | Stati Uniti   |
| Situs inversus                       | Hitman                  | Giappone      |
| L'origine                            | Hitman                  | Thailandia    |
| L'autore                             | Hitman                  | Italia        |
| Il vettore                           | Hitman                  | Stati Uniti   |
| Paziente zero                        | Hitman                  | Giappone      |
| Chiamata notturna                    | Hitman 2                | Nuova Zelanda |
| Il traguardo                         | Hitman 2                | Stati Uniti   |
| Serpente a tre teste                 | Hitman 2                | Colombia      |
| A caccia del fantasma                | Hitman 2                | India         |
| Un'altra vita                        | Hitman 2                | Stati Uniti   |
| Ombre nell’acqua                     | Hitman 2                | India         |
| La Ark Society                       | Hitman 2                | Regno Unito   |
| Mani d'oro                           | Hitman 2                | Stati Uniti   |
| L'ultima spiaggia                    | Hitman 2                | Maldive       |
| In cima al mondo                     | Hitman 3                | Emirati Arabi |
| Lutto in famiglia                    | Hitman 3                | Inghilterra   |
| Superpredatore                       | Hitman 3                | Germania      |
| La fine di un'era                    | Hitman 3                | Cina          |
| L'addio                              | Hitman 3                | Argentina     |
| Intoccabile                          | Hitman 3                | Romania       |